# Gârcov
Gârcov es una comuna ubicada en el distrito de Olt, Rumania.

## Superficie
Posee una superficie de 33,95 kilómetros cuadrados.

## Demografía
Hasta 2021 la población era de 2047 habitantes, con una densidad de población de 60,29 habitantes por kilómetro cuadrado.